# Caprodon schlegelii
Caprodon schlegelii, tên thường gọi là Sunrise perch, là một loài cá biển thuộc chi Caprodon trong họ Cá mú. Loài này được mô tả lần đầu tiên vào năm 1859.

## Phân bố và môi trường sống
C. schlegelii có phạm vi phân bố ở vùng biển Thái Bình Dương. Ở phía tây bắc Thái Bình Dương, loài này được tìm thấy ở ngoài khơi đảo Đài Loan và miền nam Nhật Bản (bao gồm cả Okinawa, khắp quần đảo Ryukyu và quần đảo Ogasawara). Ở phía tây nam, chúng có mặt ở cả bờ tây và đông Úc và New Caledonia. Phía đông nam, chúng có mặt dọc theo bờ biển Chile. Ở phía bắc, loài này xuất hiện ở quần đảo Hawaii. Chúng bơi thành đàn lớn, xung quanh các rạn san hô và đá ngầm gần bờ, ở vùng đáy cát và đá sỏi, độ sâu khoảng từ 60 đến 302 m.

## Mô tả
C. schlegelii trưởng thành có chiều dài cơ thể lớn nhất được ghi nhận là 35 cm. Vây ngực của chúng nhọn và dài hơn đầu; vây lưng dài và một vây đuôi lớn. Thân thuôn dài, hình bầu dục. Cá trưởng thành hai giới đều có màu hồng cam với những vệt vàng rải khắp thân, cũng như những vệt vàng trên đầu, tỏa ra từ mắt. Cá đực có thêm một vùng màu đen ở sau vây lưng. Mống mắt màu vàng sáng.
Số gai ở vây lưng: 10; Số tia vây mềm ở vây lưng: 20 - 21; Số gai ở vây hậu môn: 3; Số tia vây mềm ở vây hậu môn: 7 - 8; Số gai ở vây bụng: 1; Số tia vây mềm ở vây bụng: 5; Số đốt sống: 26.
Thức ăn của C. schlegelii là các loài sinh vật phù du và động vật giáp xác. Loài này được đánh bắt để dùng làm thực phẩm.